# Polyblastia melaspora
Polyblastia melaspora är en lavart som först beskrevs av Taylor, och fick sitt nu gällande namn av Alexander Zahlbruckner. Polyblastia melaspora ingår i släktet Polyblastia och familjen Verrucariaceae.  Arten är reproducerande i Sverige. Inga underarter finns listade i Catalogue of Life.